# AC San Martín
Der Atlético Club San Martín de Mendoza ist ein argentinischer Fußballverein aus San Martín. Der Verein wurde 1927 gegründet und trägt seine Heimspiele im Estadio General José de San Martín aus, das Platz bietet für 8800 Zuschauer. Aktuell spielt der AC San Martín, der in der Vergangenheit über einige Spielzeiten in der Primera División verfügte, im Torneo Federal A, der dritthöchsten argentinischen Liga.

## Geschichte

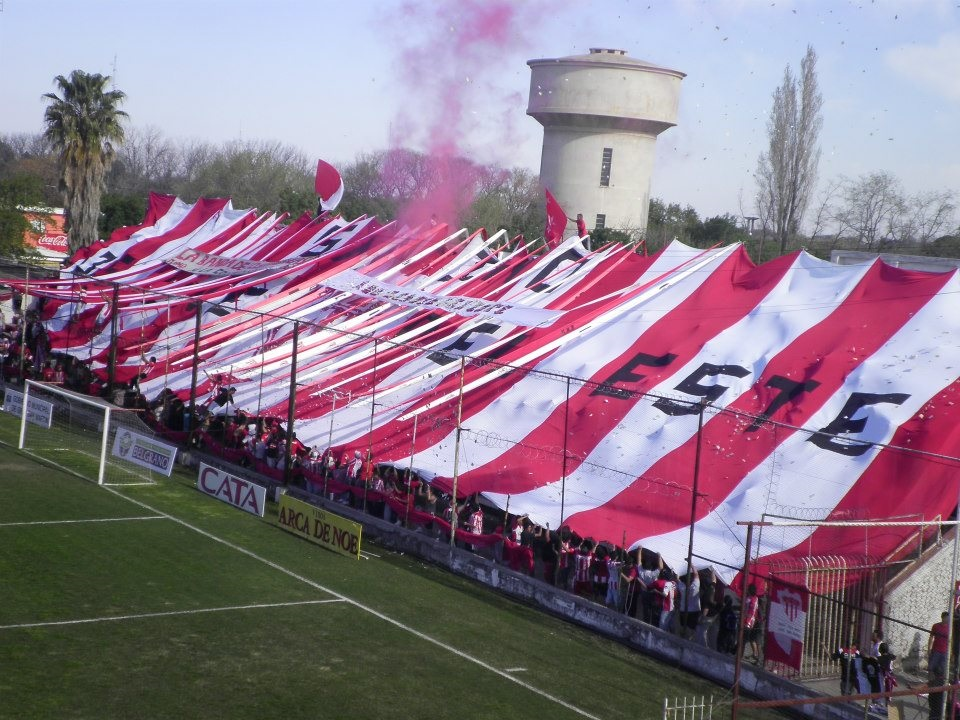
Fans des AC San Martín im Jahr 2005

Der Atlético Club San Martín de Mendoza wurde am 22. Dezember 1927 in der Stadt San Martín, mit heutzutage ungefähr 70.000 Einwohnern in der Provinz Mendoza im Westen Argentiniens gelegen, gegründet. Die Vereinsfarben wurden mit der Gründung auf rot und weiß festgelegt. Seine Heimspiele trug der neu gegründete Verein zunächst auf einer Wiese in San Martín aus, erst 1956 wechselte man mit der Eröffnung des vereinseigenen Estadio General José de San Martín in ein richtiges Stadion. Die Sportstätte bietet heutzutage Platz für 8.782 Zuschauer.
In den ersten Jahrzehnten seines Bestehens spielte der AC San Martín nicht überregional im Ligabetrieb mit. Der erste Aufstieg in die Primera División, die höchste argentinische Fußballliga, gelang zur Saison 1967. Im Torneo Nacional jenes Jahres erreichte man den dreizehnten Platz und konnte sich nicht für die Folgesaison qualifizieren. 1969 war man dann wieder im Torneo Nacional vertreten und beendete dieses auf dem zwölften Tabellenrang, was erneut nicht für eine Qualifikation für die nächste Spielzeit reichte. Wiederum zwei Jahre nach dem letzten Erstligaaufenthalt spielte San Martín de Mendoza 1971 wieder erstklassig. Die Gruppe A des Torneo Nacional 1971 beendete die Mannschaft auf dem neunten Platz, womit erstmals der Klassenerhalt in Argentiniens höchster Spielklasse gelang. In der Folge spielte der AC San Martín bis 1971 ununterbrochen das Torneo Nacional der Primera División. In der Austragung 1972 erreichte das Team sogar den vierten Platz der Gruppe A und verfehlte damit die Qualifikation für die Halbfinals nur um vier Punkte gegenüber dem heutigen argentinischen Rekordmeister River Plate. Noch knapper war es in der Saison 1974. Hier rangierte man in der Gruppe D des Torneo Nacional auf dem dritten Platz, nur einen Punkt hinter CA Independiente, das sich für die Finalrunde um die Nacional-Meisterschaft qualifizieren konnte. Dennoch spielte der AC San Martín 1975 nicht erstklassig, sondern startete erst 1976 wieder im Torneo Nacional der Primera División. Heraus kam der vierte Platz in der Gruppe C. Zwei Jahre später folgte der dritte Rang in der Gruppe C und erneut das knappe Verpassen der Finalrunde. Gegenüber CA Colón trennte San Martín ein Punkt. Colón traf im Viertelfinale auf Independiente und unterlag dort dem späteren Meister mit 2:4 nach Hin- und Rückspiel.
Seine bis heute letzte Erstligasaison hatte der AC San Martín im Torneo Nacional 1980. In dieser belegte man in der Gruppe B den sechsten von sieben Plätzen. Danach verschwand der Verein allmählich von der großen Bühne des argentinischen Fußballs. Nach Jahren des Regionalfußballs fand man den AC San Martín zwischen 1997/98 und 2005/06 in neun aufeinanderfolgenden Spielzeiten in der Primera B Nacional, der zweithöchsten argentinischen Spielklasse im Fußball. Danach ging es für den Verein jedoch wieder abwärts, sodass man ihn heutzutage im Torneo Federal B, der vierthöchsten Fußballliga in Argentinien, findet. Insgesamt ist der AC San Martín aber immer noch der zweiterfolgreichste Verein aus der Provinz Mendoza in der Primera División, einzig hinter dem gegenwärtigen Erstligisten CD Godoy Cruz.

## Erfolge
- Torneo Argentino A: 1× (1996/97)
- Torneo Regional: 4× (1967, 1969, 1971, 1978)
- Liga Mendocina de Fútbol: 8× (1963, 1966, 1973, 1975, 1979, 1987, 1992, 2009)

## Bekannte Spieler
- Leonardo Iglesias, türkischer Meister mit Bursaspor und Pokalsieger mit Kayserispor, zudem für CD Logroñés, den FC Burgos und Tigre aktiv, von 2004 bis 2005 beim AC San Martín
- Juan Carlos Oleniak, argentinischer WM-Teilnehmer von 1962 und Akteur von Racing Avellaneda, Argentinos Juniors und Universidad de Chile, 1972 Karriereende bei San Martín de Mendoza
- Sergio Suffo, uruguayischer Akteur von CA Atenas, zuvor bereits einige Zeit bei CA Cerro aktiv, 2011 ein Jahr lang im Trikot von San Martín de Mendoza aktiv